# Día de las Glorias Navales
El Día de las Glorias Navales de Chile es una festividad que se lleva a cabo cada 21 de mayo. Su fin es conmemorar el aniversario de dos combates navales ocurridos el miércoles 21 de mayo de 1879: el de Iquique, donde la corbeta Esmeralda, bajo el mando del capitán de fragata Arturo Prat, quien murió junto con toda la plana mayor, fue hundida por el monitor peruano Huáscar, bajo el mando del capitán de navío Miguel Grau; y el de Punta Gruesa, donde la goleta Covadonga, comandada por Carlos Condell, hizo encallar a la fragata blindada peruana Independencia, comandada por Juan Guillermo Moore. 
En su memoria, se realizan desfiles militares y ofrendas florales en cada ciudad de Chile, siendo las principales ceremonias aquellas llevadas a cabo en los puertos de Valparaíso, Talcahuano —donde está fondeado el monitor Huáscar— e Iquique. En este homenaje a la Armada de Chile, participan las restantes instituciones de las Fuerzas Armadas, Carabineros de Chile y Policía de Investigaciones de Chile.
La ley 2977 de 1915, promulgada en el gobierno de Ramón Barros Luco, fijó el 21 de mayo como «celebración de todas las glorias [de] la Armada de la República» y como feriado en Chile.

## Historia
Los primeros años después del combate, la ceremonia efectuada en Iquique era la ceremonia principal, por sobre la de Valparaíso, a la que asistía en pleno la Escuadra Nacional, y concurrían todas las altas autoridades encabezadas por el Primer Mandatario. De manera excepcional en 1888, se realizó por primera vez la ceremonia principal en Valparaíso con ocasión de la inhumación de los restos de Prat y los héroes en la cripta de Plaza Sotomayor, traídos desde Iquique a petición de los familiares. La ceremonia de Iquique fue la principal hasta 1897. La última vez que asistió el presidente de la República y altas autoridades a esta ceremonia, y de modo excepcional, fue el 21 de mayo de 2000, encabezadas por el presidente Ricardo Lagos Escobar. Esta tradición fue retomada en 2019, con ocasión de los 140 años del combate, donde el presidente Sebastián Piñera encabezó las ceremonias en Iquique.[cita requerida]

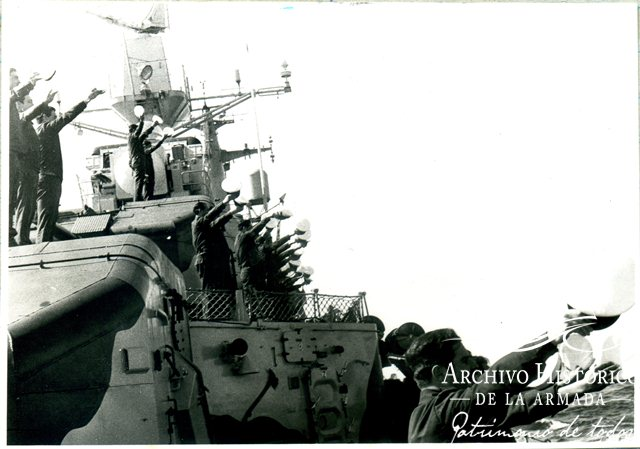
Dotación de la Escuadra Nacional, rindiendo honores a los héroes de Iquique, en la revista naval efectuada en la bahía de dicha ciudad, durante las conmemoraciones del centenario del Combate Naval de Iquique, el 21 de mayo de 1979.

En Iquique se desarrolló en 1979 la conmemoración del centenario del Combate Naval, la que contó con la presencia de la Junta Militar: Presidente de la República y Comandante en jefe del Ejército, general Augusto Pinochet; el comandante en jefe de la Armada, almirante José Toribio Merino; el comandante en jefe de la Fuerza Aérea, general Fernando Matthei; y el director general de Carabineros, general César Mendoza. Para la ocasión se desarrolló el día domingo 20 de mayo la inauguración del Monumento al Marinero Desconocido, en un mirador ubicado a la altura de la Boya Esmeralda en el norte de la ciudad, seguido de un gran desfile cívico militar en la Plaza 21 de Mayo, que contó con la presencia de la dotación completa de la Escuadra Nacional (cuyos buques, a excepción del Buque Escuela "Esmeralda", se encontraban pintados con camuflaje por una inminente amenaza de guerra por parte del gobierno del Perú presidido por el general Juan Velasco Alvarado (presidente de facto entre 1968 y 1975)). Durante la ceremonia, se inauguró una antorcha, la que fue encendida con una llama traída desde la Plaza Sotomayor de Valparaíso, en un farol a bordo de la "Dama Blanca". Finalizado el desfile, se desarrolló el tradicional responso en recuerdo a los héroes del Combate Naval en la Iglesia Catedral presidido por el obispo diocesano, monseñor José del Carmen Valle, y la romería de los miembros del Cuerpo de Bomberos a la cripta de los héroes en el Cementerio General. El día lunes 21 de mayo, se desarrolló la tradicional romería náutica a la Boya Esmeralda a bordo del Buque Escuela "Esmeralda" y los demás buques de la Escuadra Nacional, seguido de la tradicional ceremonia a las 12 horas con 10 minutos, frente al sitio en que se marca el lugar donde se encuentra hundida la corbeta, la cual fue transmitida en directo por la Red Nacional de Radio y Televisión, a cargo de Televisión Nacional de Chile (TVN) y Radio Nacional de Chile. En la ocasión, se pronunció por primera vez el poema «12:10», escrito por el literato Alberto Carrizo, y el cual se hace mención todos los años cada 21 de mayo. Por la tarde, se desarrolló una serie de recreaciones históricas de los principales combates y batallas realizadas en la zona durante la Guerra del Pacífico en las afueras del aeropuerto de Cavancha, por parte de efectivos del Ejército y la Armada, además de una revista naval por parte de las dotaciones de la Escuadra Nacional. Así mismo, se hicieron concursos de vitrinas conmemorativas a la ocasión en los módulos de la Zona Franca de Iquique y en los negocios instalados en el centro de la ciudad, y se ordenó el izamiento de la bandera nacional en las viviendas y edificios públicos de la ciudad los días 19, 20 y 21 de mayo, respectivamente, por orden de la Intendencia Regional de Tarapacá.[cita requerida]
En Valparaíso hasta 1997 el presidente de la República revistaba a las fuerzas de presentación cuando salía del edificio de la Armada de Chile una vez revisadas las fuerzas la banda de músicos de la Escuela Naval interpretaba una marcha para que todas las fuerzas tomaran colocación para acercarse hacia el monumento.[cita requerida]
Desde 1998 a la fecha el presidente de la República revista las fuerzas desde calle Blanco hacia el monumento.[cita requerida]
En 2010 la novedad fue es que se presentaron las Escuelas Matrices de Oficiales de las Fuerzas Armadas y Carabineros de Chile con sus respectivas bandas de guerra e instrumental esto fue así a causa de la catástrofe del 27 de febrero y por las vísperas del Bicentenario de la República, ya que las fuerzas de presentación se encontraban trabajando en terreno en el sur de Chile y fue la única vez que la Plaza Sotomayor se vistió de Blanco en este caso el jefe de las fuerzas fue el director de la Escuela Naval en ese entonces era el capitán de navío Arturo Undurraga Díaz.[cita requerida]

## Ceremonia oficial en Valparaíso

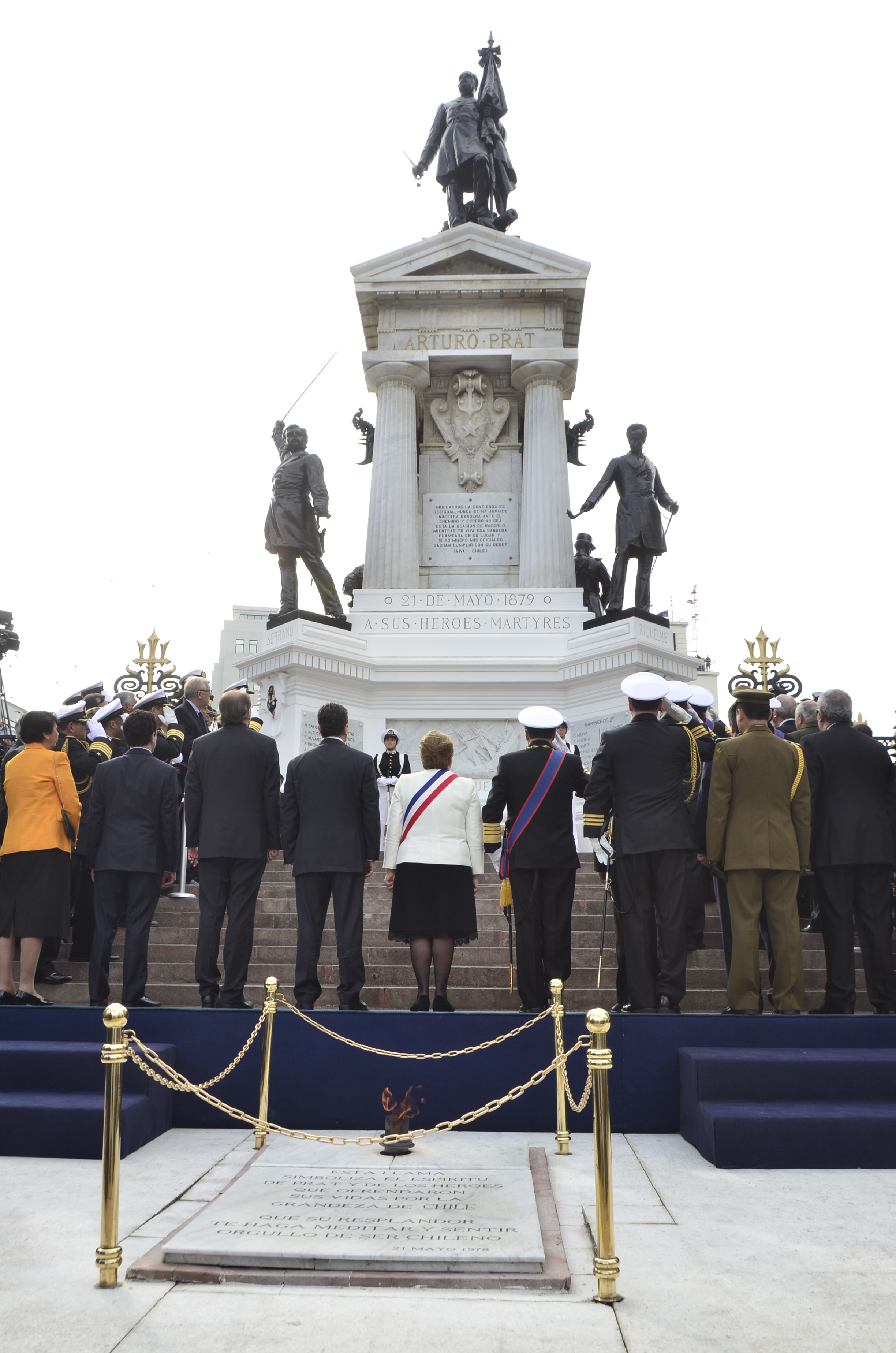
Autoridades civiles y militares, encabezadas por la presidenta Michelle Bachelet, rinden homenaje en el Monumento a los Héroes de Iquique en 2015.

La ceremonia central se realiza en la ciudad de Valparaíso, en la Plaza Sotomayor, donde se encuentra el Monumento a los Héroes de Iquique, bajo el cual se encuentra la cripta en la que descansan los restos mortales del comandante de la Esmeralda capitán de fragata Arturo Prat Chacón y 21 de los marinos de la Esmeralda y la Covadonga que combatieron Iquique y Punta Gruesa. 
La ceremonia se inicia con una Santa Misa de campaña (votiva de Nuestra Señora del Carmen) presidida por el Obispo Castrense de Chile, concelebrada por los capellanes del Servicio Religioso de la Armada, y servida por cadetes adscritos al Servicio Religioso. En ella se recuerda la memoria de los héroes de Iquique y se elevan oraciones por su descanso eterno. Antiguamente asistía el Presidente de la República a dicha Eucaristía, hasta el año 2016 no lo hizo por razones de horario, coincidiendo con su Cuenta anual ante el Congreso Nacional el cual fue cambiado de fecha a partir del año 2017.
Seguidamente, cerca del mediodía, ocurre la llegada del Presidente de la República a la Plaza Sotomayor, acompañado por el ministro de Defensa Nacional y el Comandante en Jefe de la Armada. Son recibidos por el Comandante de la Primera Zona Naval. Acto seguido, la comitiva pasa revista a las fuerzas de presentación, a los sones del himno nacional, mientras en el mástil de la plaza se iza la bandera presidencial de Chile. Llegados al monumento, toman colocación para asistir a lo que sigue de la ceremonia oficial.
Luego de un preámbulo de completo silencio, se procede a los honores de reglamento cuando el reloj marca las 12:10 en punto que consiste en Honores de pito, corneta, el tradicional tañido doble de la campana de la corbeta Esmeralda acompañado por los tradicionales veintiún cañonazos de la batería de artillería del Puerto que acompañan a los honores donde se recuerda el hundimiento de la Esmeralda.
Luego hace uso de la palabra el Comandante en jefe de la Armada, donde hace una reseña histórica del combate naval de Iquique y de la vida y obra del capitán Prat. Antiguamente este discurso lo hacía el comandante en jefe de la Primera Zona Naval.
Terminada la alocución, se procede a la ceremonia de ofrendas florales, a los sones de la marcha «Oración de la Gran Retreta». Presentan sus ofrendas florales: Policía de Investigaciones de Chile, Carabineros de Chile, Fuerza Aérea de Chile, Armada de Chile, Ejército de Chile y el Presidente de la República, acompañado de su Ministro de Defensa, en representación del Estado chileno.
Después el presidente de la República procede a bajar a la cripta donde descansan los restos mortales del capitán Arturo Prat y los Héroes de Iquique y Punta Gruesa, mientras que a los sones de la marcha «Honores a los Caídos» las fuerzas de presentación proceden a tomar colocación para dar inicio al desfile de honor. El comandante en Jefe de la Armada suele hacer de guía en esta ocasión, donde narra al presidente y su comitiva, detalles y anécdotas de los Héroes de Iquique sepultados en este lugar. Concluye la visita con la colocación de una rosa roja por parte del primer mandatario a los pies de la tumba de Prat.

### El desfile de honor

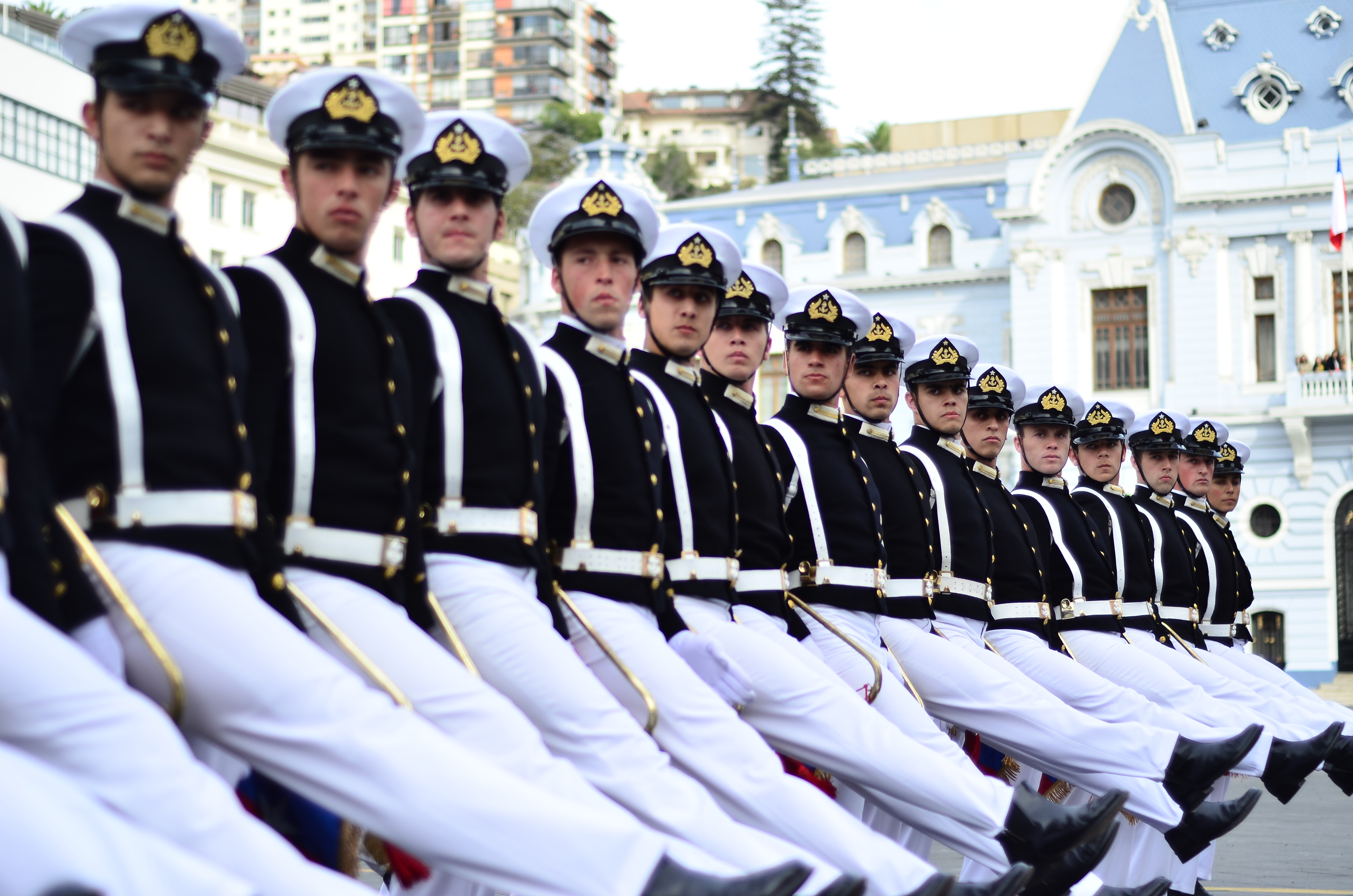
Desfile de oficiales de la Armada de Chile en 2015

Una vez que el presidente de la República ha concluido su visita a la cripta, regresa a la tribuna de honor junto a las autoridades. Acto seguido, el jefe de las fuerzas de presentación, que usualmente es un contralmirante o excepcionalmente un comodoro, solicita la autorización para dar inicio al desfile de honor. El orden actual es el siguiente:
- Escalón escuelas, encabezado por Escuela Naval Arturo Prat con su banda de guerra y músicos. Incluyen a las delegaciones de:
  - Escuela Militar del Libertador Bernardo O'Higgins Riquelme
  - Escuela de Aviación del Capitán Manuel Ávalos Prado
  - Escuela de Carabineros del General Carlos Ibáñez del Campo.
  - Escuela Naval Arturo Prat, cerrando el escalón.
- Escalón Ejército de Chile, conformado por el Regimiento de Infantería N.º 2 "Maipo" con la banda de guerra e instrumental de la unidad reforzada con la banda instrumental del Regimiento de Infantería N.º 1 "Buin".
- Escalón Fuerza Aérea de Chile, conformado por la Escuela de especialidades Sgto. 1.º Adolfo Menadier Rojas con su banda de guerra e instrumental.
- Escalón Carabineros de Chile, conformado por: 
  - Escuela de Formación Policial Alguacil Mayor Juan Gómez de Almagro sede Viña del Mar con, hasta 2012, la banda de guerra de la Escuela de Suboficiales Frabiciano González Urzúa e instrumental de la V Zona de Carabineros reforzada con el Orfeón Nacional, y desde 2013 la banda de guerra e instrumental del Orfeón Nacional.
- Escalón Armada de Chile, conformado por la Academia Politécnica Naval y el Buque Escuela Esmeralda, con su banda de guerra y de músicos.

Durante los últimos años se ha dado la tónica de que el número de personal y material que desfilan ha sido recortado, pues el despliegue supone altos costos operacionales para las Fuerzas Armadas y Carabineros de Chile.
Finaliza el desfile con el anuncio del jefe de las fuerzas de presentación, quien comunica al presidente de la República que el desfile ha terminado y solicita autorización para retirar las tropas.

### Homenaje folclórico
Una vez concluido el desfile militar, comienza el homenaje folclórico a los Héroes de Iquique, a cargo de los clubes de huasos y de cueca de la Región de Valparaíso. De modo semejante a la Parada Militar, se ofrece un brindis de chicha en cacho al presidente de la República y autoridades presentes. Inmediatamente después, los clubes de cueca efectúan tres pies de cueca como señala la tradición. El homenaje se cierra con el desfile de los clubes de huasos y de rodeo a caballo, y las asociaciones de cueca desfilan en cuadrantes, agitando sus blancos pañuelos para saludar a las autoridades en la tribuna de honor.
Finalizado el homenaje, las autoridades se retiran hacia el Edificio de la Armada de Chile, ubicado frente al plaza del monumento más importante de esa ciudad.

## Actos en otras ciudades

### Iquique

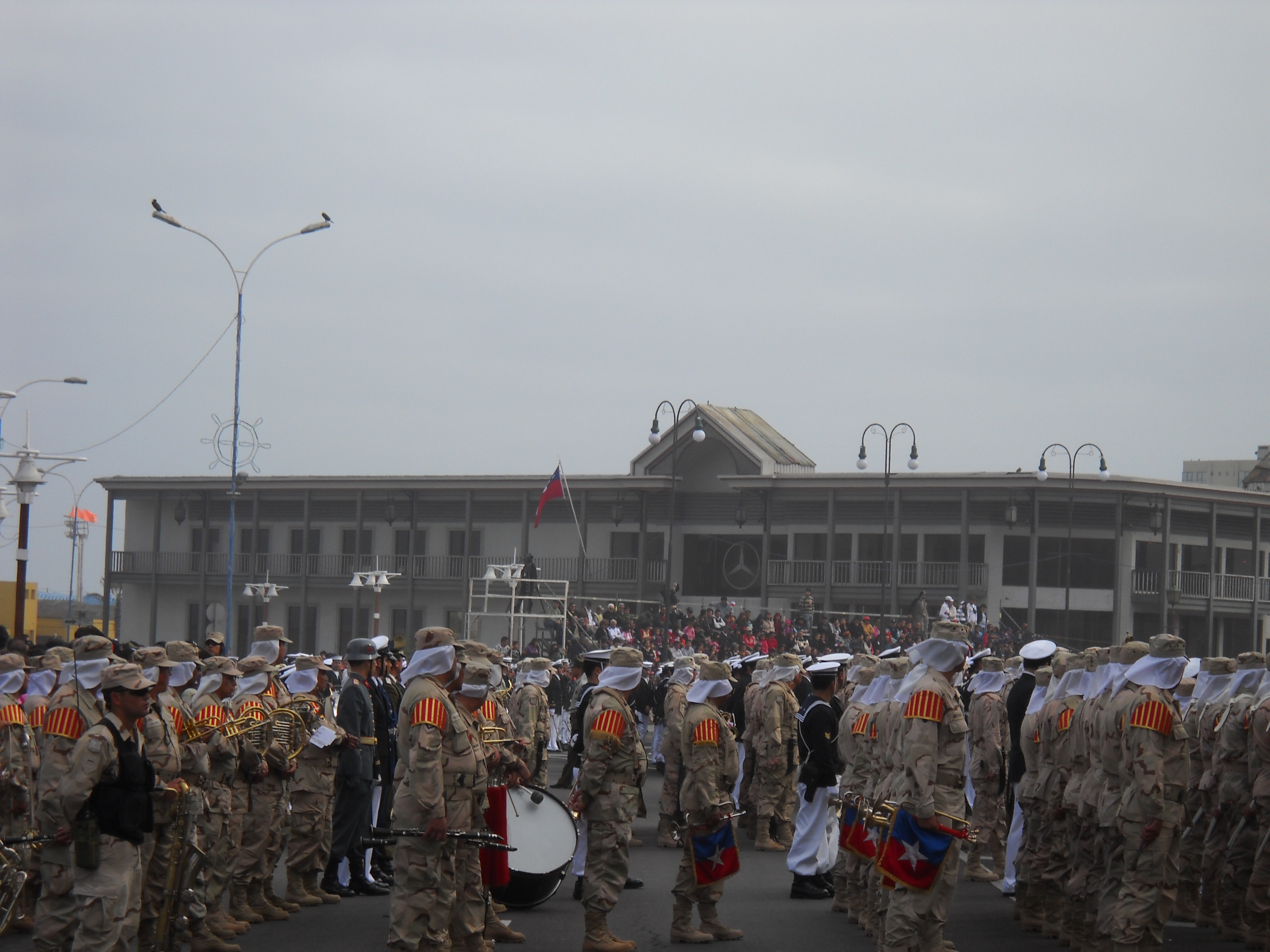
Ceremonia en Iquique el Día de las Glorias Navales de 2010.

En Iquique, lugar donde ocurrió el Combate, se realizan varios actos oficiales. Comienzan la víspera (día 20 en la noche), con un Te Deum que se oficia en la Catedral de Iquique, presidido por su Obispo Diocesano. Terminada esta liturgia, sale una romería de antorchas encabezada por el Cuerpo de Bomberos, hacia el Cementerio de la ciudad, donde se rinden honores y se depositan ofrendas florales ante la cripta donde descansan los restos de algunos de los héroes de Iquique y Punta Gruesa.
El día 21 en la mañana se realiza el acto solemne en la Plaza Capitán Prat, con la presencia de autoridades regionales, de la Armada Nacional, del parlamento e invitados. Su desarrollo es semejante al de la ceremonia oficial en Valparaíso, concluyendo con un desfile de honor, donde se presentan destacamentos de la IV Zona Naval, del Ejército, Aviación y Carabineros.
Poco antes del mediodía, las autoridades inician una romería náutica hacia la boya que marca el punto exacto del hundimiento de la Esmeralda, seguidos por multitudes de personas que acompañan desde distintas lanchas adornadas con banderas para la ocasión. A las 12:10 en punto (sincronizados con Valparaíso, Santiago y Talcahuano), se efectúa el homenaje al hundimiento de la corbeta Esmeralda, con honores de pito, corneta y veintiún cañonazos. Concluye el homenaje con el lanzamiento de ofrendas florales al mar.[cita requerida]

### Santiago
En la Región Metropolitana de Santiago la ceremonia se realiza en el Monumento a Prat ubicado en el barrio Mapocho de la ciudad, cuyo desfile es acompañado por una Banda de guerra e instrumental del Ejército de Chile.
Hasta 1989, la banda de guerra e instrumental de la Escuela Militar era la que acompañaba el desfile de las escuelas matrices de oficiales y suboficiales ya que antiguamente, y hasta 2003, iba una compañía de cada escuela tanto matriz de oficiales como de suboficiales.
Entre 1990 y 1997, acompañó el desfile la banda de guerra e instrumental de la Escuela de Infantería del Ejército, reforzada con algunos músicos de la banda instrumental y de guerra del Regimiento de Ingenieros de Montaña N.º 2 "Puente Alto". En 1998 y 1999, los acompañamientos los hizo la Banda de guerra e instrumental de la Escuela de Suboficiales.
En 2000 retomó la Escuela de Infantería. En 2001 lo hizo con la Escuela de Suboficiales del Ejército hasta 2009. En 2010 el acompañamiento lo hizo la banda del Regimiento de Policía Militar N.º 1 "Santiago" reforzada con la banda del Regimiento de Artillería N.º 1 "Tacna" con una compañía de la Escuela de Telecomunicaciones del Ejército. En 2011 el acompañamiento lo realizó como todos los años la banda de guerra e instrumental de la Escuela de Suboficiales del Ejército.

### Talcahuano
El 21 de mayo en la mañana, en la Plaza de Arturo Prat frente a la comandancia zonal de la Armada, se efectúa el acto solemne con alocución patriótica a cargo del comandante de la II zona naval, seguida de un desfile de honor. Poco antes de mediodía, las autoridades se trasladan a la cubierta del Monitor "Huáscar", donde a las 12:10 se hace tañer la campana del acorazado y se rinden honores de pito, corneta y salvas de honor. Finalmente, se depositan ofrendas florales en el punto exacto donde cayó acribillado el Capitán Arturo Prat Chacón.

## Polémicas
En 1996, durante el acto de conmemoración de las Glorias Navales en Talcahuano, el contraalmirante Alberto Ballaresque, jefe de zona naval, comunicó erróneamente el deceso del almirante (R) José Toribio Merino, excomandante en jefe de la Armada y exvicepresidente de la Junta Militar. Merino falleció en Viña del Mar tres meses más tarde.
En 2009 asistió Sebastián Piñera como candidato presidencial a la ceremonia solemne en Iquique, donde se colocó de pie, salió de la tribuna de honor y saludó con su mano levantada tanto al público como a las fuerzas de presentación, rompiendo el protocolo. Fue muy criticado en ese entonces por parlamentarios de la Concertación. Al año siguiente, ya investido como Presidente de la República, cometió otro error de protocolo al cuadrarse ante el comandante en jefe de la Armada, almirante Edmundo González Robles para corresponder su saludo, siendo que no le corresponde hacerlo puesto que es un civil. Ambas acciones son incluidas como parte de las llamadas «Piñericosas».